# 1984年モナコグランプリ
1984年モナコグランプリは、1984年F1世界選手権の第6戦として、1984年6月3日にモンテカルロ市街地コースで決勝レースが開催された。1984年の選手権で唯一のウェットレースとなった。

## 概要
モナコグランプリの決勝レースのグリッドは20台。予選参加27台のうち7台が予選落ちとなることを意味していた。
予選ではアラン・プロストが1'22.661のタイムでマクラーレン移籍後初のポールポジション獲得。2番手にロータスのマンセル。3,4番手にフェラーリの2台。5,6番手にルノーの2台。プロストとこの年の選手権を争うことになるニキ・ラウダは8位。アイルトン・セナは13位となる。ステファン・ベロフがノンターボ勢で唯一の予選通過となった。
予選走行中に、ティレルのマーティン・ブランドルがタバコ・コーナーで激しいクラッシュを喫する。ブランドルは大破したマシンのコックピットに横たわったが、大きな怪我はなかった。F1のメディカルチーフ、シド・ワトキンス教授は、ブランドルがどのようにしてピットに戻ったのか思い出せなかったことを確認し、彼にスペアカーに乗って予選に戻らないよう決定を下した。
激しい雨の中で開催された決勝レースは、F1の歴史上で最も論争の的になったレースの1つで、少なくとも2人のニュースターが誕生した。アラン・プロストはモナコでの4度の勝利のうち、最初の勝利を収めた。
雨のためレース開始は45分遅れとなった。ポールシッターのプロストが快心のスタートを決めレースをリードする。2番手にマンセル。フェラーリのルネ・アルヌーとルノーのデレック・ワーウィックがサン・デボーテで接触し、ワーウィックのマシンが外側のフェンスに突き刺さり、チームメイトのパトリック・タンベイの進路を塞いでしまう。両者が足に怪我を負うインシデントとなる。ワーウィックは軽傷だった。タンベイはカーボンファイバーのモノコックを突き抜けたサスペンションによって足に重傷を負い、次戦のカナダグランプリを欠場することとなった。
プロストは9周目にエンジンのミスファイアで、マンセルに首位の座を明け渡す。マンセルは1周2秒前後のペースでプロストを引き離したが、その6周後カジノ・スクエアでマシンを滑らせリアウイングをウォールにヒットさせてしまう。ミラボーでプロストに交わされたマンセルはスピン。レースからリタイアした。
レースは再びプロストがリードし、ラウダはアルヌーをパスした。同じくセナもすぐにアルヌーをパスした。13位スタートのセナは、この年がF1初参戦。性能の劣るトールマンで、後に伝説となる雨天時の速さを見せていた。29周目にプロストはレースのスチュワードに手を振って、レースの中止を訴えた。彼のマクラーレンのカーボンブレーキは十分に温まらず、ブレーキのバランスに苦しんでいた。同じ問題を抱えていたラウダは、23周目にカジノ・スクエアでスピンしレースを終えた。31周目にフィニッシュラインを通過した際、再びプロストは手を振った。
競技委員のジャッキー・イクスが、レースを続行するにはコンディションが悪すぎると判断したため、32周目の終わりにレッドフラッグが振られた。セナはスローダウンしたプロストのマクラーレンをフィニッシュラインの手前で追い抜いたが、カウントされる順位は全てのドライバーが最後のラップを終えた時点からのラップであり、31周目の時点ではプロストがまだリードしていた。スポーツカーレースでロスマンズ・ポルシェのリードドライバーを務めていたイクスが、ポルシェエンジン搭載のマクラーレンに乗るプロストに有利な判断をしたので、この中止は物議を醸した。
規定周回数の75％を消化していれば、フルポイントが与えられ、プロストはハーフレースでの4.5ポイントではなく、1位であれば9ポイント、2位であれば6ポイントを得ることができた。プロストは最終的に、ニキ・ラウダにわずか0.5ポイント差でチャンピオンを逃すこととなる。ハーフポイント規定の適用は1975年オーストリアGP以来となった。
セナとマンセルだけが、トップ集団で走った新しいドライバーではなかった。このレースで唯一NA車で走っていたステファン・ベロフは3位でフィニッシュし、プロストとセナに迫った。ベロフはティレルで予選最後尾20位からのスタートだった。最後尾からの3位獲得は、彼の短いキャリアの中で際立った成績だったが、ティレルのレギュレーション違反により失格となってしまった。3位にはアルヌーが繰り上がった。
アイルトン・セナがF1でファステストラップを記録したのは、このレースが初めてだった。

## 予選結果
| 順位 | No | ドライバー                     | コンストラクタ           | タイム   | 差     |
| ---- | -- | ------------------------------ | ------------------------ | -------- | ------ |
| 1    | 7  | アラン・プロスト               | マクラーレン・TAG        | 1'22.661 | —      |
| 2    | 12 | ナイジェル・マンセル           | ロータス・ルノー         | 1'22.752 | +0.091 |
| 3    | 28 | ルネ・アルヌー                 | フェラーリ               | 1'22.935 | +0.274 |
| 4    | 27 | ミケーレ・アルボレート         | フェラーリ               | 1'22.937 | +0.276 |
| 5    | 16 | デレック・ワーウィック         | ルノー                   | 1'23.237 | +0.576 |
| 6    | 15 | パトリック・タンベイ           | ルノー                   | 1'23.414 | +0.753 |
| 7    | 26 | アンドレア・デ・チェザリス     | リジェ・ルノー           | 1'23.578 | +0.917 |
| 8    | 8  | ニキ・ラウダ                   | マクラーレン・TAG        | 1'23.886 | +1.225 |
| 9    | 1  | ネルソン・ピケ                 | ブラバム・BMW            | 1'23.918 | +1.257 |
| 10   | 6  | ケケ・ロズベルグ               | ウィリアムズ・ホンダ     | 1'24.151 | +1.490 |
| 11   | 11 | エリオ・デ・アンジェリス       | ロータス・ルノー         | 1'24.426 | +1.765 |
| 12   | 14 | マンフレッド・ヴィンケルホック | ATS・BMW                 | 1'24.473 | +1.812 |
| 13   | 19 | アイルトン・セナ               | トールマン・ハート       | 1'25.009 | +2.348 |
| 14   | 22 | リカルド・パトレーゼ           | アルファロメオ           | 1'25.101 | +2.440 |
| 15   | 2  | コラード・ファビ               | ブラバム・BMW            | 1'25.290 | +2.629 |
| 16   | 5  | ジャック・ラフィット           | ウィリアムズ・ホンダ     | 1'25.719 | +3.058 |
| 17   | 25 | フランソワ・エスノー           | リジェ・ルノー           | 1'25.815 | +3.154 |
| 18   | 20 | ジョニー・チェコット           | トールマン・ハート       | 1'25.872 | +3.211 |
| 19   | 24 | ピエルカルロ・ギンザーニ       | オゼッラ・アルファロメオ | 1'25.877 | +3.216 |
| 20   | 4  | ステファン・ベロフ             | ティレル・フォード       | 1'26.117 | +3.456 |
| DNQ  | 17 | マルク・スレール               | アロウズ・フォード       | 1'26.273 | +3.612 |
| DNQ  | 3  | マーティン・ブランドル         | ティレル・フォード       | 1'26.773 | +3.712 |
| DNQ  | 23 | エディ・チーバー               | アルファロメオ           | 1'26.471 | +3.810 |
| DNQ  | 18 | ティエリー・ブーツェン         | アロウズ・BMW            | 1'26.514 | +3.853 |
| DNQ  | 10 | ジョナサン・パーマー           | RAM・ハート              | 1'27.458 | +4.797 |
| DNQ  | 21 | マウロ・バルディ               | スピリット・ハート       | 1'28.360 | +5.699 |
| DNQ  | 9  | フィリップ・アリオー           | RAM・ハート              | 1'29.576 | +6.915 |

- 上位20台が予選通過

## 決勝結果
| 順位 | No | ドライバー                     | チーム                   | 周回数 | タイム/リタイア | グリッド | ポイント |
| ---- | -- | ------------------------------ | ------------------------ | ------ | --------------- | -------- | -------- |
| 1    | 7  | アラン・プロスト               | マクラーレン・TAG        | 31     | 1:01'07.740     | 1        | 4.5      |
| 2    | 19 | アイルトン・セナ               | トールマン・ハート       | 31     | +7.446          | 13       | 3        |
| 3    | 28 | ルネ・アルヌー                 | フェラーリ               | 31     | +29.077         | 3        | 2        |
| 4    | 6  | ケケ・ロズベルグ               | ウィリアムズ・ホンダ     | 31     | +35.246         | 10       | 1.5      |
| 5    | 11 | エリオ・デ・アンジェリス       | ロータス・ルノー         | 31     | +44.439         | 11       | 1        |
| 6    | 27 | ミケーレ・アルボレート         | フェラーリ               | 30     | +1 Lap          | 4        | 0.5      |
| 7    | 24 | ピエルカルロ・ギンザーニ       | オゼッラ・アルファロメオ | 30     | +1 Lap          | 19       |          |
| 8    | 5  | ジャック・ラフィット           | ウィリアムズ・ホンダ     | 30     | +1 Lap          | 16       |          |
| DSQ  | 4  | ステファン・ベロフ             | ティレル・フォード       | 31     | 失格            | 20       |          |
| Ret  | 22 | リカルド・パトレーゼ           | アルファロメオ           | 24     | ステアリング    | 14       |          |
| Ret  | 8  | ニキ・ラウダ                   | マクラーレン・TAG        | 23     | スピン          | 8        |          |
| Ret  | 14 | マンフレッド・ヴィンケルホック | ATS・BMW                 | 22     | スピン          | 12       |          |
| Ret  | 12 | ナイジェル・マンセル           | ロータス・ルノー         | 15     | スピン          | 2        |          |
| Ret  | 1  | ネルソン・ピケ                 | ブラバム・BMW            | 14     | 電気系          | 9        |          |
| Ret  | 25 | フランソワ・エスノー           | リジェ・ルノー           | 12     | 電気系          | 17       |          |
| Ret  | 2  | コラード・ファビ               | ブラバム・BMW            | 9      | 電気系          | 15       |          |
| Ret  | 20 | ジョニー・チェコット           | トールマン・ハート       | 1      | スピン          | 18       |          |
| Ret  | 16 | デレック・ワーウィック         | ルノー                   | 0      | 接触            | 5        |          |
| Ret  | 15 | パトリック・タンベイ           | ルノー                   | 0      | 接触            | 6        |          |
| Ret  | 26 | アンドレア・デ・チェザリス     | リジェ・ルノー           | 0      | アクシデント    | 7        |          |

- レースは大雨のため32周目に赤旗終了
- 規定周回数の75％を消化していないため、与えられるポイントは従来の半分
- No.4は技術的な重大不正のためシーズンの全記録を抹消